# 紅黃擬雀鯛
紅黃繡雀鯛（學名：Pictichromis paccagnellae），俗稱雙色草莓魚，為鱸形目鱸亞目擬雀鯛科的其中一個熱帶海水魚的物种。
本物種的种加词以意大利博洛尼亚的觀賞魚批發家族命名，由Herbert R. Axelrod為本物種的模式描述

## 形態描述
魚體延長，眼眶寶藍色，頭部及身體前半部為紫紅色，身體後半部為金黃色。鰭硬棘3枚、背鰭軟條21-22枚、臀鰭硬棘3枚、臀鰭軟條11-13枚，體長可達7公分。

## 分佈
分布於西太平洋印尼至萬那杜海域，深度0-50公尺，棲息在珊瑚礁坡。本物種會捍衛其領土，範圍約為魚身數倍大小。
肉食性，但也吃人工飼料；生活習性不明，可做為觀賞魚；但紅黃繡雀綢會以蝦為食，因此兩者不可放在同一魚缸共養。不過由於本物種經常與多種更常見的熱帶魚混居，所以有時會被誤認作其他物種。

## 外部連結
- 維基物種上的相關：紅黃擬雀鯛
- Sealife Collection網站提供的紅黃擬雀鯛的圖片